# Pikkelyesbegyű szivárványlóri
A pikkelyesbegyű szivárványlóri (Trichoglossus chlorolepidotus), korábban csak pikkelyesbegyű lóri, a madarak (Aves) osztályának a papagájalakúak (Psittaciformes) rendjéhez, és a szakállaspapagáj-félék (Psittaculidae) családjába, azon belül a lóriformák (Loriinae) alcsaládjába tartozó faj.

## Előfordulása
Ausztrália területén honos. Erdők lakója.

## Megjelenése
Testhossza 23-24 centiméter. A zöld tollazatú madár begyénél sárga pikkelyszerű foltokat visel.
|  |